# بوب أورتن الأب
روبرت دايل (بوب) اورتن (بالإنجليزية: Robert Dale "Bob" Orton)
(21 يوليو 1929 - 16 يوليو 2006)، مصارع أمريكي محترف، يعرف أيضا باسم (بوب أورتن الأب) للتمييز بينه وبين ابنه، _«راعي البقر» بوب أورتن الابن_ وكان أيضا والد المصارع السابق باري أورتن، وجد المصارع راندي اورتن .

## روابط خارجية
- بوب أورتن الأب على موقع WrestlingData.com (الإنجليزية)
- بوب أورتن الأب على موقع CageMatch worker (الإنجليزية)
- بوب أورتن الأب على موقع قاعدة بيانات المصارعة على الإنترنت (الإنجليزية)
- بوب أورتن الأب على موقع عالم المصارعة على الإنترنت (الإنجليزية)